# 8 maja
8 maja jest 128. (w latach przestępnych 129.) dniem w kalendarzu gregoriańskim. Do końca roku pozostaje 237 dni.

## Święta
- Imieniny obchodzą: Achacjusz, Achacy, Amat, Arseniusz, Benedykt, Bonifacy, Dezyderia, Dionizy, Heladia, Heladiusz, Ida, Michał, Stanisław, Stanisława, Ulryka, Wiktor i Wiro.
- Polska:
  - Dzień Zwycięstwa
  - Dzień Położnej[1]
  - Wspólnota anglikańska: Julianna z Norwich
- Korea Południowa – Dzień Rodziców
- Ukraina – Dzień Zwycięstwa nad Nazizmem w II Wojnie Światowej
- Międzynarodowe:
  - Światowy Dzień Czerwonego Krzyża i Czerwonego Półksiężyca
  - Czas Upamiętniający i Jednoczący Tych, Którzy Stracili Życie Podczas II Wojny Światowej (8 i 9 maja), ustanowione przez Zgromadzenie Ogólne ONZ w 2005 roku
  - Dzień Bibliotekarzy i Bibliotek
- wspomnienia i święta w Kościele katolickim[2][3] obchodzą:
  - św. Achacy z Kapadocji (św. Agacjusz, setnik)
  - św. Amat Ronconi (tercjarz)
  - św. Bonifacy IV (papież)
  - św. Dezydery z Bourges (biskup)
  - św. Iduberga (Ida) z Nijvel (ksieni)
  - bł. Maria Katarzyna od św. Augustyna (zakonnica)
  - św. Stanisław ze Szczepanowa BM (patron Polski) (na świecie 11 kwietnia)
  - bł. Teresa Demjanovich (elżbietanka)
  - bł. Ulryka Franciszka Nisch (zakonnica)
  - św. Wiktor z Mediolanu (męczennik)
  - św. Wiro (biskup)

## Wydarzenia w Polsce
- 1254 – Prawdopodobna data prawykonania hymnu Gaude Mater Polonia jako części nieszpornej rymowanego oficjum Historia gloriosissimi Stanislai Wincentego z Kielczy, napisanego na kanonizację Stanisława ze Szczepanowa.
- 1322 – Sierpc otrzymał prawa miejskie.
- 1468 – Odbył się chrzest królewicza polskiego, księcia litewskiego oraz przyszłego arcybiskupa gnieźnieńskiego, prymasa Polski i biskupa krakowskiego Fryderyka Jagiellończyka.
- 1670 – Poświęcono kościół św. Jerzego i Wniebowzięcia Najświętszej Maryi Panny w Miasteczku Śląskim.
- 1788 – Wolnomularska loża Katarzyny pod Gwiazdą Północną została przemianowana na Stanisława Augusta pod Gwiazdą Północną.
- 1808 – Została zawarta umowa między Napoleonem Bonaparte a rządem Księstwa Warszawskiego o przyjęciu na żołd francuski 8 tysięcy żołnierzy polskich.
- 1831 – Powstanie listopadowe: zwycięstwo powstańców w bitwie pod Cudnowem.
- 1848 – Powstanie wielkopolskie: zwycięstwo powstańców w bitwie o Kcynię i porażka w bitwie pod Rogalinem.
- 1863 – Powstanie styczniowe: zwycięstwo wojsk rosyjskich w I bitwie pod Ignacewem.
- 1907 – Założono poznański klub sportowy KS Normania (obecnie KS Posnania).
- 1913 – Zainaugurowano Mistrzostwa Galicji w piłce nożnej.
- 1933:
  - Stanisław Skarżyński zakończył przelot przez Atlantyk polskim samolotem RWD-5bis.
  - Urzędujący prezydent RP Ignacy Mościcki został wybrany przez Zgromadzenie Narodowe na II kadencję.
- 1943:
  - Powstanie w getcie warszawskim: masowe samobójstwo żydowskich powstańców z Żydowskiej Organizacji Bojowej w otoczonym przez jednostki niemieckie i ukraińskie tzw. Bunkrze Anielewicza przy ul. Miłej 18; Niemcy wykryli bunkier Szymona Kaca przy ul. Świętojańskiej 36 i wymordowali ukrywających się w nim żydowskich cywilów, w tym poetę Władysława Szlengla i jego żonę.
  - W Nalibokach na dzisiejszej Białorusi radzieccy partyzanci zamordowali 128 Polaków.
- 1945 – Armia Czerwona zajęła Wałbrzych.
- 1947 – Rotmistrz Witold Pilecki został aresztowany przez funkcjonariuszy MBP.
- 1953 – Biskupi polscy skierowali do rządu PRL list, który przeszedł do historii pod nazwą Non possumus.
- 1970 – Premiera filmu obyczajowego Album polski w reżyserii Jana Rybkowskiego.
- 1971 – Odbyła się oficjalna uroczystość otwarcia hali widowiskowej Spodek w Katowicach[4][5].
- 1979 – Został oblatany pierwszy egzemplarz samolotu PZL-110 Koliber zbudowany na licencji w Polsce.
- 1989:
  - Premiera filmu obyczajowego Schodami w górę, schodami w dół w reżyserii Andrzeja Domalika.
  - Ukazało się pierwsze wydanie „Gazety Wyborczej”.
- 1991 – Dokonano oblotu szybowca SZD-54 Perkoz.
- 1995 – Ukazał się debiutancki album Edyty Górniak Dotyk.
- 1996 – Adam Zieliński został Rzecznikiem Praw Obywatelskich.
- 2002 – Założono Polską Ligę Western i Rodeo.
- 2004 – Podczas tłumienia zamieszek wywołanych w czasie juwenaliów przez pseudokibiców na osiedlu akademickim Lumumbowo w Łodzi, w wyniku omyłkowego użycia przez policję ostrej amunicji zginął jeden z kibiców oraz studentka.
- 2010 – Józef Kowalczyk został mianowany arcybiskupem metropolitą gnieźnieńskim i prymasem Polski.

## Wydarzenia na świecie

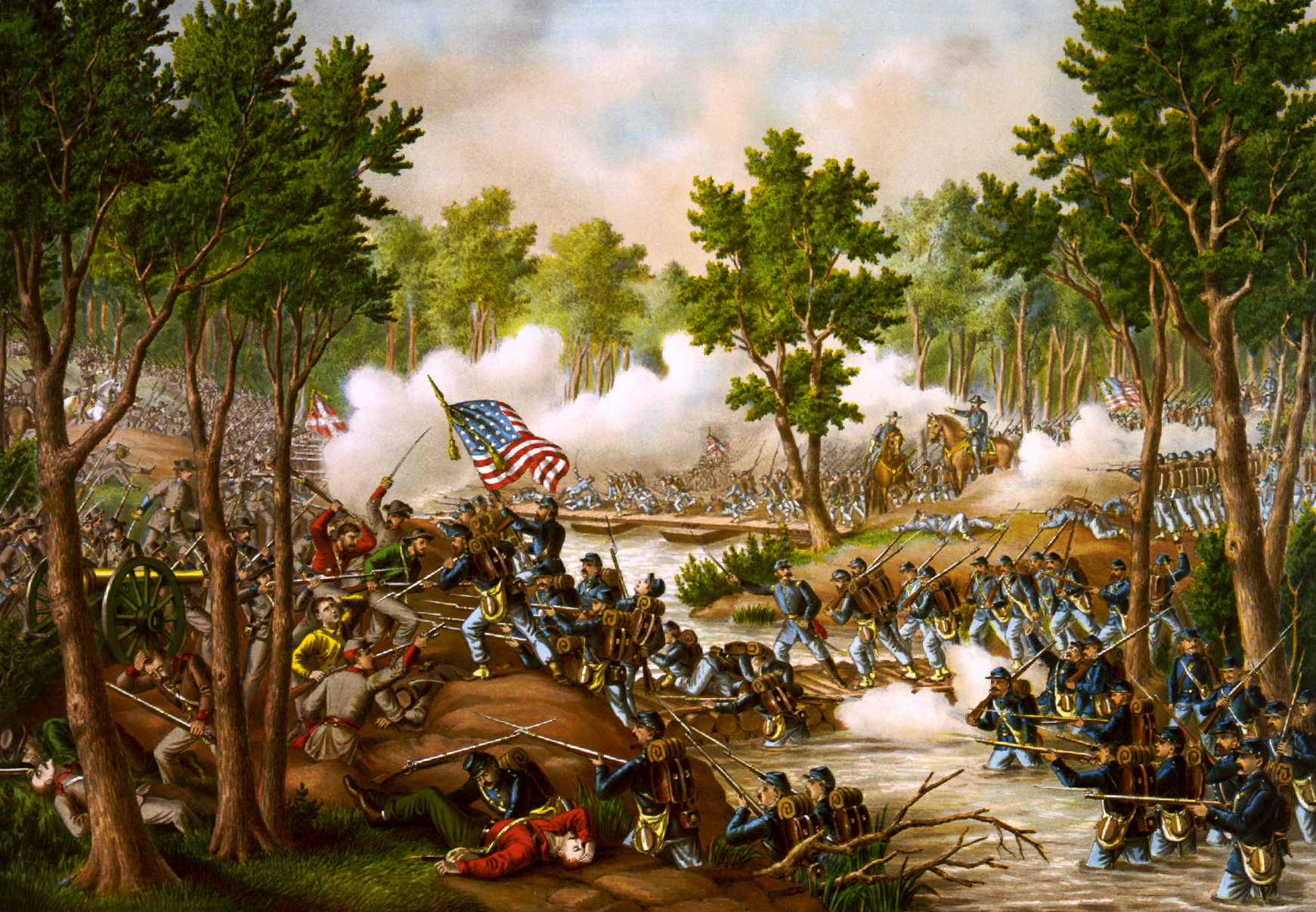
Bitwa pod Spotsylvanią (1864)

- 589 – Rozpoczął się trzeci synod w Toledo.
- 1222 – Henryk VII Hohenstauf został koronowany w Akwizgranie na króla Niemiec.
- 1300 – Villajoyosa w Hiszpanii otrzymała prawa miejskie.
- 1360 – Wojna stuletnia: podpisano francusko-angielski traktat w Brétigny ustalający warunki uwolnienia króla Jana II Dobrego, który został wzięty do angielskiej niewoli w bitwie pod Poitiers w 1356 roku oraz prawne usankcjonowanie ziemskich nabytków angielskich zdobytych w czasie dotychczasowych działań wojennych.
- 1429 – Wojna stuletnia: odwrót wojsk angielskich po nieudanym oblężeniu Orleanu.
- 1450 – W Kencie wybuchła rebelia pod wodzą Jacka Cade’a przeciwko królowi Henrykowi VI Lancasterowi.
- 1541 – Hiszpańska ekspedycja dowodzona przez konkwistadora Hernando de Soto dotarła do rzeki Missisipi.
- 1603 – Mojżesz Székely został księciem Siedmiogrodu.
- 1624 – Cesarz Ferdynand II Habsburg i król Węgier Gábor Bethlen podpisali w Wiedniu traktat pokojowy.
- 1639 – William Coddington założył miasto Newport w dzisiejszym stanie Rhode Island.
- 1642 – Säter w Szwecji otrzymało prawa miejskie.
- 1648 – Angielska wojna domowa: zwycięstwo wojsk parlamentu nad rojalistami w bitwie pod St. Fagans.
- 1654 – W Westminsterze podpisano układ pokojowy kończący I wojnę angielsko-holenderską.
- 1660 – Nowy angielski parlament zwrócił się do Karola II Stuarta z prośbą o powrót do kraju z wygnania oraz ogłosił go królem.
- 1721 – Kardynał Michelangelo Conti został wybrany na papieża i przybrał imię Innocenty XIII.
- 1740 – Został podpisany traktat o wieczystej przyjaźni między Francją i Imperium Osmańskim.
- 1781 – Wojna o niepodległość Stanów Zjednoczonych: Hiszpanie, dążący do odebrania Brytyjczykom kolonii Floryda Zachodnia, po dwumiesięcznym oblężeniu zdobyli Pensacolę.
- 1785 – Przyszły król Portugalii Jan IV Szczęśliwy ożenił się z infantką hiszpańską Karoliną Joachimą Burbon.
- 1794 – Rewolucja francuska: zgilotynowano fizyka, chemika i poborcę podatkowego Antoine’a Lavoisiera.
- 1796 – I koalicja antyfrancuska: zwycięstwo wojsk francuskich nad austriackimi w bitwie pod Fombio.
- 1821 – Wojna o niepodległość Grecji: miażdżące zwycięstwo greckich powstańców nad wojskami tureckimi w bitwie pod Gravią.
- 1842:
  - 55 osób zginęło w pierwszej we Francji katastrofie kolejowej na trasie Wersal-Paryż. Wśród ofiar śmiertelnych był podróżnik i badacz Jules Dumont d’Urville wraz z żoną i synem.
  - W wyniku trwającego od 5 maja pożaru centrum Hamburga zginęło 51 osób, a 20 tys. straciło dach nad głową.
- 1846 – Wojna amerykańsko-meksykańska: zwycięstwo wojsk amerykańskich w bitwie pod Palo Alto.
- 1847:
  - José María Castro został prezydentem Kostaryki.
  - Ok. 8600 osób zginęło w trzęsieniu ziemi z epicentrum w okolicach Nagano na japońskiej wyspie Honsiu.
- 1849 – W Rio de Janeiro austriacka zakonnica Maria Barbara Maix założyła Zgromadzenie Sióstr Niepokalanego Serca Maryi.
- 1862 – Wojna secesyjna: zwycięstwo Konfederatów w bitwie pod McDowell.
- 1863:
  - Jesús Jiménez Zamora został prezydentem Kostaryki.
  - Konfederacja Granady została przekształcona w Stany Zjednoczone Kolumbii.
- 1864 – Wojna secesyjna: zwycięstwo wojsk Unii w bitwie pod Spotsylvanią.
- 1866 – José María Castro został po raz drugi prezydentem Kostaryki.
- 1875 – Charilaos Trikupis został premierem Grecji.
- 1876 – Aniceto Esquivel Sáenz został prezydentem Kostaryki.
- 1881 – Uruchomiono komunikację tramwajową w niemieckim Augsburgu.
- 1886 – Farmaceuta z Atlanty John S. Pemberton opracował recepturę napoju orzeźwiającego, który nazwał Coca-Colą.
- 1890 – José Rodríguez Zeledón został prezydentem Kostaryki.
- 1894:
  - Rafael Yglesias Castro został prezydentem Kostaryki.
  - W Paryżu odbyła się premiera opery Portret Manon Jules’a Masseneta.
- 1898 – Rozegrano pierwszą edycję mistrzostw Włoch w piłce nożnej.
- 1901 – Założono Australijską Partię Pracy (ALP).
- 1902:
  - Ascensión Esquivel Ibarra został prezydentem Kostaryki.
  - Erupcja wulkanu Montagne Pelée zniszczyła miasto Saint-Pierre na karaibskiej Martynice, zabijając ok. 30 tys. osób.
- 1906:
  - Cleto González Víquez został prezydentem Kostaryki.
  - Założono meksykański klub piłkarski Chivas de Guadalajara.
- 1908 – W Petersburgu powstała polska Korporacja Akademicka Sarmatia.
- 1910 – Ricardo Jiménez Oreamuno został prezydentem Kostaryki.
- 1912 – Powstała amerykańska wytwórnia filmowa Paramount Pictures.
- 1914:
  - Alfredo González został prezydentem Kostaryki.
  - W trzęsieniu ziemi o sile 4,9 stopnia w skali Richtera z epicentrum koło miasta Giarre na Sycylii zginęło 120 osób.
- 1920 – Julio Acosta García został prezydentem Kostaryki.
- 1921 – W Szwecji zniesiono karę śmierci.
- 1924:
  - Podpisano Konwencję Kłajpedzką między Litwą a mocarstwami sprzymierzonymi.
  - Ricardo Jiménez Oreamuno został po raz drugi prezydentem Kostaryki.
- 1927 – Pilot Charles Nungesser i nawigator François Coli wystartowali z Paryża w kierunku Nowego Jorku na pokładzie specjalnie przystosowanego, jednosilnikowego samolotu rozpoznawczego Levasseur PL-8 nazwanego L'Oiseau Blanc (Biały Ptak), z zamiarem odbycia pierwszego w historii, nieprzerwanego przelotu między kontynentalnymi częściami Europy i Ameryki Północnej, zakończonego prawdopodobnie katastrofą i zaginięciem załogi.
- 1928 – Cleto González Víquez został po raz drugi prezydentem Kostaryki.
- 1929 – Norwegia anektowała wyspę Jan Mayen w Arktyce.
- 1932:
  - 32 osoby zginęły w wyniku osunięcia ziemi na przedmieściu Lyonu.
  - Ricardo Jiménez Oreamuno został po raz trzeci prezydentem Kostaryki.
- 1933 – Mahatma Gandhi rozpoczął 21-dniową głodówkę, by zaprotestować przeciwko polityce brytyjskiej w Indiach.
- 1936 – León Cortés Castro został prezydentem Kostaryki.
- 1937 – Papież Pius XI utworzył metropolię ryską.
- 1940:
  - Kampania norweska: w porcie Harstad wylądowała polska Samodzielna Brygada Strzelców Podhalańskich pod dowództwem gen. Zygmunta Bohusza-Szyszko, która wzięła udział w bitwie o Narwik.
  - Rafael Ángel Calderón został prezydentem Kostaryki.
- 1941 – Podszywający się pod jednostkę norweską niemiecki krążownik pomocniczy HSK „Pinguin” został zatopiony na Oceanie Indyjskim przez brytyjski krążownik HMS „Cornwall”. Zginęło 342 członków załogi i 203 brytyjskich jeńców wojennych.
- 1942 – Wojna na Pacyfiku: zakończyła się nierozstrzygnięta bitwa na Morzu Koralowym.
- 1944:
  - Front wschodni: Armia Czerwona wyzwoliła Sewastopol.
  - Teodoro Picado Michalski został prezydentem Kostaryki.
- 1945:
  - Dowództwo niemieckie podpisało w Berlinie bezwarunkową kapitulację wobec aliantów zachodnich i ZSRR (9 maja według czasu moskiewskiego).
  - Francuscy żołnierze wymordowali tysiące Algierczyków w Satif, Guelma i Kherrata.
  - Podczas zabawy zorganizowanej z okazji kapitulacji III Rzeszy radzieckie lotnictwo omyłkowo zrzuciło 3 bomby na rynek miasta Hrotovice w południowych Czechach, w wyniku czego zginęło 114 mieszkańców i 36 żołnierzy Armii Czerwonej.
  - Prezydent USA Harry Truman w przemówieniu radiowym poinformował Amerykanów o zakończeniu wojny w Europie.
  - Zakończyło się powstanie praskie.
- 1946 – Pod Bazyleą w Szwajcarii otwarto EuroAirport.
- 1948 – José Figueres Ferrer został tymczasowym prezydentem Kostaryki.
- 1949 – W Treptower Park w Berlinie odsłonięto Pomnik Żołnierzy Radzieckich.
- 1953 – José Figueres Ferrer został po raz drugi prezydentem Kostaryki.
- 1954:
  - Rozpoczęła się konferencja genewska w sprawie Indochin.
  - W Manili na Filipinach została założona Azjatycka Konfederacja Piłkarska (AFC).
- 1958:
  - Mario Echandi Jiménez został prezydentem Kostaryki.
  - Wiceprezydent USA Richard Nixon został popchnięty, wygwizdany, obrzucony i opluty podczas antyamerykańskiego protestu w Limie.
- 1962:
  - Francisco Orlich Bolmarcich został prezydentem Kostsryki.
  - Zwodowano atomowy okręt podwodny USS „Lafayette”.
- 1963 – 9 osób zostało zastrzelonych w mieście Huế w Wietnamie Południowym w trakcie tłumienia demonstracji przeciwko zakazowi wywieszania flag buddyjskich, wprowadzonemu przez katolickiego prezydenta kraju Ngô Đình Diệma.
- 1965 – W ZSRR zostało ustanowione wyróżnienie w postaci tytułu miasto-bohater dla odznaczenia miast zasłużonych w czasie Wielkiej Wojny Ojczyźnianej.
- 1966 – José Joaquín Trejos Fernández został prezydentem Kostaryki.
- 1970:
  - 9 dzieci i 3 dorosłych zginęło, a 19 osób zostało rannych w ataku bojowników OWP na autobus szkolny koło Awiwim w Izraelu.
  - José Figueres Ferrer został po raz trzeci prezydentem Kostaryki.
  - Ukazał się ostatni album grupy The Beatles Let It Be.
- 1971 – Utworzono jedyny portugalski Park Narodowy Peneda-Gerês.
- 1972 – Wojna wietnamska: prezydent USA Richard Nixon ogłosił blokadę morską Wietnamu Północnego.
- 1973 – Poddali się rebelianci indiańscy, którzy okupowali przez 10 tygodni rezerwat w wiosce Wounded Knee w amerykańskim stanie Dakota Południowa.
- 1974 – Daniel Oduber Quirós został prezydentem Kostaryki.
- 1978:
  - Rodrigo Carazo Odio został prezydentem Kostaryki.
  - Włoch Reinhold Messner i Austriak Peter Habeler zdobyli bez aparatów tlenowych Mount Everest.
- 1980 – Światowa Organizacja Zdrowia ogłosiła całkowite wytępienie ospy prawdziwej.
- 1982 – Luis Alberto Monge został prezydentem Kostaryki.
- 1984:
  - Kapral Denis Lortie otworzył ogień do członków Zgromadzenia Narodowego Quebecu, zabijając 3 osoby i raniąc 13.
  - We francuskim Nantes otwarto Stadion de la Beaujoire.
  - ZSRR ogłosił, że zbojkotuje XXIII Letnie Igrzyska Olimpijskie w Los Angeles.
- 1986 – Óscar Arias Sánchez został prezydentem Kostaryki.
- 1987:
  - Brytyjska jednostka specjalna Special Air Service (SAS) zaatakowała z zaskoczenia i zabiła 8 członków brygady Tymczasowej IRA, którzy zostali potem nazwani „Męczennikami z Loughgall”.
  - Po pytaniu o swoje relacje z modelką Donną Rice senator Gary Hart wycofał się z wyścigu o nominację na kandydata w wyborach prezydenckich z ramienia Partii Demokratycznej.
- 1988 – François Mitterrand wygrał ponownie wybory prezydenckie we Francji, pokonując w II turze Jacques’a Chiraca.
- 1990 – Rafael Ángel Calderón został prezydentem Kostaryki.
- 1994 – José María Figueres został prezydentem Kostaryki.
- 1995 – Prezydent USA Bill Clinton podpisał dekret wprowadzający embargo na handel z Iranem.
- 1996 – Parlament RPA uchwalił nową konstytucję.
- 1997 – Należący do China Southern Airlines Boeing 737 rozbił się podczas podchodzenia do lądowania na lotnisku w Shenzhen w południowych Chinach, w wyniku czego zginęło 35 osób, a 39 zostało rannych.
- 1998 – Miguel Ángel Rodríguez został prezydentem Kostaryki.
- 1999 – Ismail Omar Guelleh został prezydentem Dżibuti.
- 2000 – Australia i Korea Północna nawiązały stosunki dyplomatyczne.
- 2002 – Abel Pacheco został prezydentem Kostaryki.
- 2003 – Przyjęto nową flagę stanową Georgii.
- 2006 – Óscar Arias Sánchez został po raz drugi prezydentem Kostaryki.
- 2008 – Władimir Putin został po raz drugi premierem Rosji.
- 2009 – Jan Fischer został premierem Czech.
- 2010:
  - 91 górników zginęło, a 71 zostało rannych w wyniku wybuchu metanu w kopalni „Raspadskaja” w rosyjskim Mieżdurieczensku.
  - Laura Chinchilla jako pierwsza kobieta objęła urząd prezydenta Kostaryki.
- 2012:
  - Dmitrij Miedwiediew został premierem Rosji.
  - Perry Christie został po raz drugi premierem Bahamów.
- 2013 – Oficjalna strona internetowa Manchester United F.C. poinformowała o odejściu sir Alexa Fergusona na emeryturę po 26 sezonach pracy na stanowisku menedżera.
- 2014 – Luis Guillermo Solís został prezydentem Kostaryki.
- 2018:
  - Carlos Alvarado Quesada został prezydentem Kostaryki.
  - Prezydent Donald Trump ogłosił wycofanie się z USA z porozumienia nuklearnego z Iranem.
- 2022:
  - Inwazja Rosji na Ukrainę: wojska ukraińskie wycofały się z Popasnej w obwodzie ługańskim, która znalazła się pod okupacją rosyjską.
  - Rodrigo Chaves Robles został prezydentem Kostaryki.
- 2024 – W drugiej turze wyborów prezydenckich w Macedonii Północnej Gordana Siłjanowska-Dawkowa pokonała ubiegającego się o reelekcję Stewo Pendarowskiego.
- 2025 – Amerykański kardynał Robert Prevost został wybrany 267. papieżem i przyjął imię Leon XIV.

## Urodzili się
- 1326 – Joanna z Owernii, królowa Francji (zm. 1360)
- 1460 – Fryderyk Starszy Hohenzollern, książę i margrabia Ansbach, książę Bayreuth (zm. 1536)
- 1492 – Andrea Alciato, włoski humanista, prawnik (zm. 1550)
- 1521 – Piotr Kanizjusz, niderlandzki duchowny katolicki, jezuita, święty, doktor Kościoła (zm. 1597)
- 1548 – Giacomo Boncompagni, włoski książę, kondotier (zm. 1612)
- 1550 – Jan I Wittelsbach, hrabia palatyn i książę Palatynatu-Zweibrücken (zm. 1604)
- 1575 – Anioł od św. Wincentego Ferreriusza Orsucci, włoski dominikanin, misjonarz, męczennik, błogosławiony (zm. 1622)
- 1587 – Wiktor Amadeusz I, książę Sabaudii (zm. 1637)
- 1625 – Gaspare Carpegna, włoski kardynał (zm. 1714)
- 1629 – Niels Juel, duński admirał (zm. 1697)
- 1632 – Heino Heinrich von Flemming, saski i brandenburski feldmarszałek (zm. 1706)
- 1639 – Giovanni Battista Gaulli, włoski malarz, freskant, rysownik (zm. 1709)
- 1641 – Nicolaes Witsen, holenderski polityk, przedsiębiorca, dyplomata, kartograf (zm. 1717)
- 1644 – Bernardino della Chiesa, włoski duchowny katolicki, misjonarz, wikariusz apostolski Fujianu i biskup pekiński (zm. 1721)
- 1653 – Claude de Villars, francuski dyplomata, dowódca wojskowy, marszałek Francji (zm. 1734)
- 1657 – Martino Altomonte, włoski malarz (zm. 1745)
- 1664 – Jan Damascen Kaliński, polski prezbiter, poeta, mówca (zm. 1726)
- 1668 – Jan Ludwik Klejna, polski szlachcic, major (zm. 1749)
- 1670 – Charles Beauclerk, angielski arystokrata, dowódca wojskowy (zm. 1726)
- 1699 – Albrecht Wolfgang, niemiecki arystokrata, hrabia Schaumburg-Lippe, oficer (zm. 1748)
- 1701 – Stanisław Józef Duńczewski, polski prawnik, filozof, matematyk, astronom, autor kalendarzy (zm. 1767)
- 1708 – Girolamo Colonna di Sciarra, włoski kardynał (zm. 1763)
- 1722 – Stanisław Radziwiłł, książę, generał-lejtnant, krajczy wielki litewski, poseł na Sejm (zm. 1787)
- 1735 – Nathaniel Dance-Holland, brytyjski malarz (zm. 1811)
- 1739 – Stanisław Trembecki, polski poeta, dramatopisarz, tłumacz, historyk, sekretarz królewski (zm. 1812)
- 1741 – Johann Lorenz Boeckmann, niemiecki fizyk, matematyk, mechanik (zm. 1802)
- 1751 – Henri Lefèvre d’Ormesson, francuski polityk (zm. 1808)
- 1753 – Miguel Hidalgo y Costilla, meksykański duchowny katolicki, rewolucjonista (zm. 1811)
- 1770 – Johann Bartholomäus Trommsdorff, niemiecki farmaceuta, chemik, lekarz (zm. 1837)
- 1773 – Frederick Beauclerk, brytyjski krykiecista, duchowny anglikański (zm. 1850)
- 1779 – Konstanty Romanow, wielki książę rosyjski, wielkorządca Królestwa Polskiego, naczelny wódz wojska Królestwa Polskiego (zm. 1831)
- 1786 – Jan Maria Vianney, francuski duchowny katolicki, mistyk, święty (zm. 1859)
- 1787 – Stanisław Krzesimowski, polski szlachcic, generał, uczestnik powstania listopadowego i styczniowego (zm. 1865)
- 1790 – Antonie Sminck Pitloo, holenderski malarz (zm. 1837)
- 1791 – Franciszek Herbich, polski lekarz, botanik, balneolog pochodzenia austriackiego (zm. 1865)
- 1799 – Antoni Waga, polski pijar, zoolog, pisarz, przyrodnik, pedagog (zm. 1890)
- 1800 – Armand Carrel, francuski dziennikarz, polityk (zm. 1836)
- 1804 – Stanisław Błociszewski, polski oficer, uczestnik powstania listopadowego (zm. 1888)
- 1817 – Stanisław Lilpop, polski przemysłowiec, konstruktor (zm. 1866)
- 1818 – Samuel Leonard Tilley, kanadyjski polityk (zm. 1896)
- 1824 – William Walker, amerykański lekarz, prawnik, najemnik (zm. 1860)
- 1826 – Miguel Ângelo Lupi, portugalski malarz (zm. 1883)
- 1828:
  - Henri Dunant, szwajcarski filantrop, pacyfista, współtwórca Czerwonego Krzyża, laureat Pokojowej Nagrody Nobla (zm. 1910)
  - Szarbel Makhlouf, libański mnich maronicki, święty (zm. 1898)
  - Konstanty Wołodkowicz, polski ziemianin, przemysłowiec, filantrop (zm. 1909)
- 1829 – Moses Milner, amerykański rewolwerowiec, zwiadowca (zm. 1876)
- 1830 – Charles Bingham, brytyjski arystokrata, polityk (zm. 1914)
- 1835 – Bertalan Székely, węgierski malarz (zm. 1910)
- 1837 – Albrecht Hohenzollern, książę pruski, feldmarszałek, wielki komtur pruskiego zakonu joannitów, regent księstwa Brunszwiku (zm. 1906)
- 1839 – George Miller Beard, amerykański neurolog (zm. 1883)
- 1840:
  - Stanisław Pomian-Srzednicki, polski prawnik, pierwszy prezes Sądu Najwyższego (zm. 1925)
  - Karl Wilhelm Ernst Joachim Schönborn, niemiecki chirurg (zm. 1906)
- 1843:
  - Rudolf Mosse, niemiecki drukarz, wydawca, filantrop pochodzenia żydowskiego (zm. 1920)
  - Hipolit Wawelberg, polski finansista pochodzenia żydowskiego (zm. 1901)
- 1846 – Josef Unger, austriacki architekt (zm. 1922)
- 1851 – Nathan Weiss, austriacki neurolog (zm. 1883)
- 1852:
  - Filippo Giustini, włoski kardynał (zm. 1920)
  - Mekonnyn, etiopski generał, polityk (zm. 1906)
- 1853 – Cecylia Plater-Zyberk, polska działaczka społeczna, pedagog, publicystka (zm. 1920)
- 1856 – Pedro Lascuráin Paredes, meksykański polityk, prezydent Meksyku (zm. 1952)
- 1861:
  - Tarzylla Córdoba Belda, hiszpańska działaczka Akcji Katolickiej, męczennica, błogosławiona (zm. 1936)
  - Jan Sullivan, irlandzki jezuita, błogosławiony (zm. 1933)
- 1864 – Jan Nepomucen Fijałek, polski duchowny katolicki, historyk Kościoła (zm. 1936)
- 1867:
  - Stanisław Cercha, polski malarz, historyk sztuki, etnograf, folklorysta (zm. 1919)
  - Albert von Thurn und Taxis, niemiecki arystokrata (zm. 1952)
- 1873 – Ignacy Hoffman, polski lekarz patolog (zm. 1947)
- 1874 – Inessa Armand, francuska komunistka, kochanka Włodzimierza Lenina (zm. 1920)
- 1878 – Robert Ingersoll Aitken, amerykański rzeźbiarz, pedagog (zm. 1949)
- 1884 – Harry S. Truman, amerykański polityk, wiceprezydent i prezydent USA (zm. 1972)
- 1885:
  - Stefan Maleszewski, polski oficer (zm. ?)
  - Ściapan Niekraszewicz, białoruski naukowiec, działacz społeczny (zm. 1937)
  - Maria Sułkowska, polska księżna, poetka, tłumaczka (zm. 1943)
- 1888 – Maurice Boyau, francuski pilot wojskowy, as myśliwski (zm. 1918)
- 1889 – Louis Van Hege, belgijski piłkarz (zm. 1975)
- 1891 – Stanisław Sumiński, polski zoolog, entomolog, herpetolog (zm. 1943)
- 1892:
  - André Obey, francuski pisarz, dramaturg (zm. 1975)
  - Joseph Pearman, amerykański lekkoatleta, chodziarz (zm. 1961)
  - Stanisław Sosabowski, polski generał brygady (zm. 1967)
- 1893 – Maria von Bismarck, niemiecka pisarka (zm. 1979)
- 1894:
  - Ildebrando Gregori, włoski zakonnik, czcigodny Sługa Boży (zm. 1985)
  - Friedrich Wilhelm Krüger, niemiecki wysoki funkcjonariusz w Generalnym Gubernatorstwie, zbrodniarz wojenny (zm. 1945)
- 1895:
  - Helmer Mörner, szwedzki jeździec sportowy (zm. 1962)
  - Fulton Sheen, amerykański duchowny katolicki, biskup pomocniczy Nowego Jorku, biskup Rochesteru, arcybiskup tytularny Newport (zm. 1979)
- 1896:
  - Stanisława Leszczyńska, polska położna, Służebnica Boża (zm. 1974)
  - Ludovico Montini, włoski prawnik, polityk, brat papieża Pawła VI (zm. 1990)
- 1897 – Roscoe Hillenkoetter, amerykański kontradmirał, pierwszy dyrektor Centrali Wywiadu (zm. 1982)
- 1898:
  - Franciszek Sakowski, polski kapitan piechoty (zm. 1945)
  - Alojzy Wiktor Stepinac, chorwacki duchowny katolicki, prymas Chorwacji, arcybiskup Zagrzebia, kardynał, błogosławiony (zm. 1960)
- 1899:
  - Friedrich August von Hayek, austriacki ekonomista, filozof polityki, wykładowca akademicki, laureat Nagrody Banku Szwecji im. Alfreda Nobla w dziedzinie ekonomii (zm. 1992)
  - Stanisław Schayer, polski językoznawca, indolog, filozof, wykładowca akademicki (zm. 1941)
  - Stanisław Sołtysiak, polski oficer (zm. ?)
- 1901:
  - Otto Kaiser, austriacki łyżwiarz figurowy (zm. 1977)
  - Luigi Ricceri, włoski salezjanin, generał zakonu (zm. 1989)
- 1902:
  - Wojciech Bewziuk, polski generał dywizji (zm. 1987)
  - André Michel Lwoff, francuski mikrobiolog, wykładowca akademicki pochodzenia żydowskiego, laureat Nagrody Nobla (zm. 1994)
- 1903:
  - Kazimierz Chorzewski, polski pilot sportowy i doświadczalny (zm. 1977)
  - Fernandel, francuski aktor, piosenkarz (zm. 1971)
- 1904:
  - Boris Liwanow, rosyjski aktor, scenarzysta filmowy (zm. 1972)
  - Czesław Zadrożny, polski żołnierz BCh i AK, uczestnik powstania warszawskiego (zm. 1944)
- 1905:
  - Piotr Biegański, polski architekt (zm. 1986)
  - Karol Borsuk, polski matematyk, wykładowca akademicki (zm. 1982)
  - Ryszard Sroczyński, polski rzeźbiarz (zm. 1966)
- 1906:
  - Stella Niemierko, polska biochemik, wykładowczyni akademicka (zm. 2006)
  - Roberto Rossellini, włoski reżyser i scenarzysta filmowy i telewizyjny (zm. 1977)
- 1907:
  - Zdzisław Kozłowski, polski porucznik rezerwy (zm. 1940)
  - Sigvald Bernhard Refsum, norweski neurolog (zm. 1991)
- 1909 – Lennart Bernadotte, książę szwedzki (zm. 2004)
- 1910:
  - Zofia Cieśla-Reinfussowa, polska etnograf, muzealnik (zm. 1993)
  - Oleg Kokuszkin, radziecki podpułkownik (zm. 1943)
  - Karl Liecke, niemiecki oficer SS i Waffen-SS (zm. 1976)
  - Mary Lou Williams, amerykańska pianistka jazzowa, kompozytorka, aranżerka (zm. 1981)
- 1911:
  - Stanisław Hückel, polski inżynier, wykładowca akademicki (zm. 1980)
  - Robert Johnson, amerykański gitarzysta, wokalista, autor tekstów (zm. 1938)
  - Aleksander Kruszewski, polski malarz, rzeźbiarz (zm. 1964)
  - Tadeusz Molenda, polski leśnik, wykładowca akademicki, polityk (zm. 1975)
  - Stanisław Nahlik, polski prawnik, wykładowca akademicki (zm. 1991)
  - Marian Wodziński, polski lekarz patolog (zm. 1986)
- 1912:
  - Orif Alimov, uzbecki i radziecki polityk (zm. 2005)
  - Dagny Carlsson, szwedzka blogerka (zm. 2022)
  - Adela Korczyńska, polska nauczycielka, działaczka harcerska i społeczna (zm. 1985)
  - Víctor Valussi, argentyński piłkarz (zm. 1995)
  - George Woodcock, kanadyjski prozaik, poeta, myśliciel anarchistyczny, publicysta, wydawca, krytyk literacki (zm. 1995)
- 1913:
  - André Gardère, francuski florecista (zm. 1976)
  - Sid James, południowoafrykański aktor pochodzenia żydowskiego (zm. 1976)
  - Sławomir Lindner, polski aktor (zm. 1982)
- 1914:
  - Leroy Milton Kelly, amerykański matematyk, wykładowca akademicki (zm. 2002)
  - Janko Moder, słoweński tłumacz, redaktor, publicysta (zm. 2006)
- 1915 – Józef Florko, polski duchowny katolicki, Sługa Boży (zm. 1945)
- 1916:
  - Stanisław Domański, polski fitopatolog, mikolog (zm. 1993)
  - Iwan Gołubiec, radziecki żołnierz marynarki wojennej (zm. 1942)
  - João Havelange, brazylijski działacz sportowy, prezydent FIFA (zm. 2016)
  - John Higgins, amerykański pływak, trener, działacz sportowy (zm. 2004)
  - Harry Hill, brytyjski kolarz torowy (zm. 2009)
- 1917:
  - Stanisław Misakowski, polski poeta, prozaik, dramaturg, działacz kulturalny pochodzenia ukraińskiego (zm. 1996)
  - Lassi Parkkinen, fiński łyżwiarz szybki (zm. 1994)
  - Stanisław Zieliński, polski pisarz (zm. 1995)
- 1918:
  - Miksa Bondi, węgierski bokser (zm. 1997)
  - Zbigniew Jaśkiewicz, polski prawnik, wykładowca akademicki (zm. 2008)
- 1919:
  - Stanislav Andreski, polsko-brytyjski socjolog (zm. 2007)
  - Lex Barker, amerykański aktor (zm. 1973)
  - Leon Festinger, amerykański psycholog społeczny pochodzenia żydowskiego (zm. 1989)
  - Aharon Remez, izraelski dowódca wojskowy, dyplomata, polityk (zm. 1994)
  - Marian Słowiński, polski major (zm. 2020)
- 1920:
  - Irwin C. Scarbeck, amerykański dyplomata (zm. 1970)
  - Stanisława Stanisławska-Majdrowicz, polska tancerka, choreografka, reżyserka teatralna (zm. 2013)
  - Gyula Strommer, węgierski matematyk, astronom (zm. 1995)
- 1921:
  - Henry E. Erwin, amerykański starszy sierżant sił powietrznych, działacz kombatancki (zm. 2002)
  - Ija Lazari-Pawłowska, polska filozof, etyk, wykładowczyni akademicka (zm. 1994)
  - Stanisław Ferdynand Pasternak, polski duchowny katolicki, paulin, teolog, kanonista, wykładowca akademicki (zm. 1999)
  - Joan Woodland, australijska lekkoatletka, sprinterka (zm. 2013)
- 1922:
  - Bernardin Gantin, beniński duchowny katolicki, arcybiskup Kotonu, kardynał (zm. 2008)
  - Stephen Kim Sou-hwan, południowokoreański duchowny katolicki, arcybiskup Seulu, kardynał (zm. 2009)
  - Alfred Schreyer, polski skrzypek, śpiewak, działacz społeczny i kulturalny (zm. 2015)
- 1923:
  - Izaak Celnikier, polski malarz, grafik pochodzenia żydowskiego (zm. 2011)
  - Aleksander Omiljanowicz, polski pisarz, funkcjonariusz MBP (zm. 2006)
- 1924:
  - A.J. Watson, amerykański konstruktor samochodowy (zm. 2014)
  - Gerda Weissmann-Klein, amerykańska działaczka społeczna pochodzenia żydowskiego (zm. 2022)
- 1925:
  - André-Paul Duchâteau, belgijski autor komiksów (zm. 2020)
  - Ali Hassan Mwinyi, tanzański polityk, prezydent Tanzanii (zm. 2024)
- 1926:
  - David Attenborough, brytyjski pisarz, narrator, podróżnik
  - Stanisław Broszkiewicz, polski pisarz (zm. 1984)
  - Walter Ivan de Azevedo, brazylijski duchowny katolicki, biskup São Gabriel da Cachoeira (zm. 2024)
  - Don Rickles, amerykański aktor (zm. 2017)
- 1927 – László Paskai, węgierski duchowny katolicki, arcybiskup Ostrzyhomia-Budapesztu, prymas Węgier, kardynał (zm. 2015)
- 1928:
  - Zbyszko Chojnicki, polski geograf (zm. 2015)
  - Manfred Gerlach, niemiecki polityk (zm. 2011)
- 1929:
  - Mirosław Kijowicz, polski reżyser filmów animowanych, historyk sztuki (zm. 1999)
  - Miyoshi Umeki, japońska aktorka (zm. 2007)
- 1930:
  - Jolanta Klimowicz, polska dziennikarka, publicystka (zm. 2017)
  - Gary Snyder, amerykański poeta, eseista
  - Ildikó Szendrődi, węgierska narciarka alpejska (zm. 2022)
  - Marija Szubina, rosyjska kajakarka (zm. 2025)
- 1931:
  - Bob Clotworthy, amerykański skoczek do wody (zm. 2018)
  - Stanisław Czachor, polski duchowny katolicki, współzałożyciel Klubu Inteligencji Katolickiej (zm. 2025)
  - Stanisław Łęgowski, polski fizyk, wykładowca akademicki (zm. 2015)
  - Walter Rudolf, niemiecki prawnik, wykładowca akademicki (zm. 2020)
- 1932:
  - Justo Mullor García, hiszpański duchowny katolicki, arcybiskup, nuncjusz apostolski (zm. 2016)
  - Stanisław Niwiński, polski aktor (zm. 2002)
- 1933 – Jerzy Molga, polski aktor (zm. 2024)
- 1934:
  - Jan Pawoł Nagel, serbołużycki kompozytor (zm. 1997)
  - Maurice Norman, angielski piłkarz (zm. 2022)
  - Hugo Lepe, chilijski piłkarz (zm. 1991)
  - Stanisław Wiśniewski, polski polityk, poseł na Sejm RP (zm. 2001)
- 1935:
  - Jack Charlton, angielski piłkarz, trener (zm. 2020)
  - Elżbieta, duńska księżniczka (zm. 2018)
  - Zdzisław Król, polski duchowny katolicki, kapelan Warszawskiej Rodziny Katyńskiej (zm. 2010)
  - Stanisław Majdański, polski filozof (zm. 2023)
  - Jerry Moss, amerykański producent muzyczny, współzałożyciel wytwórni płytowej A&M Records (zm. 2023)
  - Waldemar Wilhelm, polski reżyser filmowy i teatralny (zm. 2023)
- 1936:
  - Héctor Núñez, urugwajski piłkarz, trener (zm. 2011)
  - Józef Stanisław Płatek, polski duchowny rzymskokatolicki
  - Jan Szulecki, polski pułkownik (zm. 2005)
- 1937:
  - Lolita Aniyar de Castro, wenezuelska adwokat, kryminolog, polityk (zm. 2015)
  - Dick Dale, amerykański gitarzysta rockowy (zm. 2019)
  - Thomas Pynchon, amerykański pisarz
  - Hanna Rek, polska piosenkarka (zm. 2020)
  - Štefan Závacký, słowacki taternik, przewodnik tatrzański i ratownik górski
- 1938:
  - Imre Földi, węgierski sztangista (zm. 2017)
  - Jean Giraud, francuski scenarzysta, autor komiksów (zm. 2012)
  - Corine Rottschäfer, holenderska modelka, zwyciężczyni konkursu Miss World (zm. 2020)
- 1939:
  - Stanisław Borzym, polski filozof (zm. 2023)
  - Paul Drayton, amerykański lekkoatleta, sprinter (zm. 2010)
  - János Göröcs, węgierski piłkarz (zm. 2020)
  - Stanisław Kawula, polski pedagog (zm. 2014)
  - Jean Obeid, libański prawnik, polityk, minister edukacji, młodzieży i sportu, minister spraw zagranicznych (zm. 2021)
- 1940:
  - Peter Benchley, amerykański pisarz (zm. 2006)
  - James L. Brooks, amerykański reżyser, producent i scenarzysta filmowy
  - Santiago García Aracil, hiszpański duchowny katolicki, arcybiskup Méridy-Badajoz (zm. 2018)
  - Mariusz Hermansdorfer, polski historyk i krytyk sztuki (zm. 2018)
  - Marceli Kosman, polski historyk, eseista (zm. 2023)
  - Ricky Nelson, amerykański piosenkarz, gitarzysta (zm. 1985)
  - Lech Woszczerowicz, polski ekonomista, polityk, poseł na Sejm RP
- 1941:
  - Maja Elżbieta Cybulska, polska eseistka, krytyk literacki, wykładowczyni akademicka
  - Árpád Duka-Zólyomi, słowacki fizyk, polityk, eurodeputowany (zm. 2013)
  - Pablo Galimberti, urugwajski duchowny katolicki, biskup Salto
  - Matthias Klemm, niemiecki malarz, grafik
  - Andrzej Krzak, polski internista, polityk, senator RP (zm. 2025)
  - Bronisław Porębski, polski trener i sędzia narciarski (zm. 2017)
  - Helena Torres Marques, portugalska ekonomistka, polityk, eurodeputowana
- 1942:
  - Stanisław Balbus, polski teoretyk literatury, wykładowca akademicki (zm. 2023)
  - Vincenzo D’Addario, włoski duchowny katolicki, biskup Teramo-Atri (zm. 2005)
  - Michele Dancelli, włoski kolarz szosowy
  - Stanisław Habczyk, polski historyk, nauczyciel, polityk, poseł na Sejm PRL
  - William Justice, amerykański duchowny katolicki, biskup pomocniczy San Francisco
  - Norman Lamont, brytyjski polityk
  - Terry Neill, północnoirlandzki piłkarz, trener (zm. 2022)
  - Stefan Szefer, polsko-amerykański piłkarz
- 1943:
  - Pat Barker, brytyjska pisarka
  - József Laux, węgierski perkusista rockowy i jazzowy, członek zespołów Omega i Locomotiv GT (zm. 2016)
  - Fujio Masuoka, japoński inżynier, wynalazca, wykładowca akademicki
  - Ann Snitow, amerykańska feministka, literaturoznawczyni, wykładowczyni akademicka (zm. 2019)
- 1944:
  - Anton Flešár, słowacki piłkarz (zm. 2024)
  - Gary Glitter, brytyjski piosenkarz, przestępca
  - Alberto Guerra, meksykański piłkarz, trener
  - Lesław Janick, polski aktor
  - Wacław Janick, polski aktor (zm. 2025)
  - Mundżid Muhammad Salim, egipski zapaśnik
- 1945:
  - Janine Haines, australijska polityk (zm. 2004)
  - Keith Jarrett, amerykański pianista, klawesynista, kompozytor
  - Wanda Łużna, polska polityk, poseł na Sejm PRL
- 1946:
  - Jonathan Dancy, brytyjski filozof
  - Stanisław Dybowski, polski muzykolog, krytyk muzyczny, wykładowca akademicki
  - Ruth Padel, brytyjska poetka, dziennikarka
  - Józef Płoskonka, polski polityk, wojewoda kielecki
  - Dariusz Przywieczerski, polski przedsiębiorca
  - Stanisław Szczyrba, polski lekkoatleta, tyczkarz, trener
- 1947:
  - Howard Robert Horvitz, amerykański biolog pochodzenia żydowskiego, laureat Nagrody Nobla
  - Kujtim Laro, albański muzyk, kompozytor (zm. 2004)
  - Stanisław Moryto, polski organista, kompozytor (zm. 2018)
  - Danuta Pietraszewska, polska nauczycielka, samorządowiec, polityk, poseł na Sejm RP
  - John Reid, brytyjski polityk
  - Antun Škvorčević, chorwacki duchowny katolicki, biskup Požegi
  - Stasys Stankus, litewski piłkarz, trener i działacz piłkarski
  - Boris Szuchow, rosyjski kolarz szosowy
- 1948:
  - Jan Marcinkiewicz, polski szachista
  - Norbert Nigbur, niemiecki piłkarz, bramkarz
  - Stanisław Romaniak, polski poeta, rzeźbiarz (zm. 2018)
  - Carl Schenkel, szwajcarski reżyser filmowy (zm. 2003)
- 1949:
  - Vincenzo De Luca, włoski samorządowiec, polityk
  - Tadeusz Korzeniewski, polski pisarz
  - Stanisław Markowski, polski fotograf, dokumentalista, pieśniarz, kompozytor
  - Wojciech Prażmowski, polski fotograf
  - Reid Smith, amerykański aktor, przedsiębiorca (zm. 2001)
- 1950:
  - Juan Manuel Bellón López, hiszpański szachista
  - Stanisław Bieniasz, polski prozaik, dramaturg, publicysta, scenarzysta (zm. 2001)
  - José Ángel Gurría, meksykański ekonomista, polityk
  - Pierre de Meuron, szwajcarski architekt
  - Grzegorz Palka, polski związkowiec, samorządowiec, prezydent Łodzi (zm. 1996)
  - Nancy Stokey, amerykańska ekonomistka
  - Lepo Sumera, estoński kompozytor, polityk (zm. 2000)
  - Tatjana Ždanoka, łotewska matematyk, polityk pochodzenia rosyjskiego
- 1951:
  - Ann Marie Buerkle, amerykańska polityk
  - Mike D’Antoni, amerykański koszykarz, trener pochodzenia włoskiego
  - Chris Frantz, amerykański perkusista, producent muzyczny, członek zespołów Talking Heads i Tom Tom Club
  - Cooper Huckabee, amerykański aktor
  - Zbigniew Palka, polski matematyk, wykładowca akademicki
  - Horst Schütz, niemiecki kolarz szosowy i torowy
  - Andrzej Sośnierz, polski lekarz, polityk, poseł na Sejm RP
  - Ricardo Antonio Tobón Restrepo, kolumbijski duchowny katolicki, arcybiskup Medellín
- 1952:
  - Beth Henley, amerykańska dramatopisarka
  - Vittorio Sgarbi, włoski krytyk sztuki, prezenter telewizyjny, polityk
  - Hajg Zaharian, albański kompozytor pochodzenia ormiańskiego
- 1953:
  - Antonio Arcari, włoski duchowny katolicki, arcybiskup, nuncjusz apostolski
  - Fernando Gil, urugwajski duchowny katolicki, biskup Salto (zm. 2020)
  - Albrecht Lempp, niemiecki slawista, tłumacz (zm. 2012)
  - Joachim Ntahondereye, burundyjski duchowny katolicki, biskup Muyinga
  - Stanisława Pietruszczak, polska łyżwiarka szybka
  - Alex Van Halen, amerykański perkusista pochodzenia holenderskiego, członek zespołu Van Halen
- 1954:
  - Kwame Anthony Appiah, amerykańsko-ghański filozof, pisarz, teoretyk kultury
  - David Keith, amerykański aktor, reżyser, kompozytor i producent filmowy
  - John Michael Talbot, amerykański mnich katolicki, piosenkarz, kompozytor, gitarzysta
- 1955:
  - Wojciech Kriegseisen, polski historyk, wykładowca akademicki
  - Maciej Łagiewski, polski lekkoatleta, sprinter, historyk, działacz kulturalny
  - Ewa Malewicka, polska łyżwiarka szybka
  - Mladen Markač, chorwacki generał
  - Ásgeir Sigurvinsson, islandzki piłkarz, trener
  - Raoul Trujillo, amerykański aktor, tancerz pochodzenia indiańskiego
  - Meles Zenawi, etiopski polityk, prezydent i premier Etiopii (zm. 2012)
- 1956:
  - Arkadij Bachin, rosyjski generał, polityk
  - Dumitru Moraru, rumuński piłkarz, bramkarz
  - Sylvestre Ntibantunganya, burundyjski polityk, tymczasowy prezydent Burundi
  - Daniela Popa, rumuńska ekonomistka, polityk
  - Richard Wilson, nowozelandzki piłkarz, bramkarz
- 1957:
  - Francis Bestion, francuski duchowny katolicki, biskup Tulle
  - Bernd Krauss, niemiecki piłkarz, trener
  - Marie Myriam, francuska piosenkarka, aktorka pochodzenia portugalskiego
  - Vesa Pulliainen, fiński piłkarz (zm. 2010)
  - Roberto Skolmowski, polski reżyser teatralny
  - Jeff Wincott, kanadyjski aktor, producent filmowy
- 1958:
  - Roddy Doyle, irlandzki prozaik, dramaturg, scenarzysta filmowy
  - André Egli, szwajcarski piłkarz
  - Wasyl Kujbida, ukraiński polityk
  - Bruno Polius, francuski piosenkarz pochodzenia martynicko-polskiego
- 1959:
  - Markus Büchel, liechtensteinski polityk, premier Liechtensteinu (zm. 2013)
  - Wojciech Dąbrowski, polski aktor
  - Grzegorz Drukarczyk, polski pisarz science fiction
- 1960:
  - Kadir Akbulut, turecki piłkarz, trener
  - Franco Baresi, włoski piłkarz
  - Siergiej Bielajew, kazachski strzelec sportowy (zm. 2020)
  - Eric Brittingham, amerykański basista, członek zespołów: Cinderella, Naked Beggars, Devil City Angels i Last in Line
  - Paul Harrington, irlandzki muzyk, piosenkarz
  - Bogdan Klich, polski psychiatra, dyplomata, polityk, poseł na Sejm, senator RP, minister obrony narodowej i eurodeputowany
  - Leszek Knaflewski, polski artysta współczesny (zm. 2014)
- 1961:
  - Bill de Blasio, amerykański prawnik, polityk, burmistrz Nowego Jorku
  - Silvia Fürst, szwajcarska kolarka górska
  - Janet McTeer, brytyjska aktorka
  - John Moolenaar, amerykański polityk, kongresman
  - Andrea Pollack, niemiecka pływaczka (zm. 2019)
  - Waldemar Szadny, polski przedsiębiorca, polityk, poseł na Sejm RP
- 1962
  - Danny Faure, seszelski polityk, prezydent Seszeli
  - Mirosław Neinert, polski aktor
- 1963:
  - Michel Gondry, francuski reżyser filmowy
  - Isma’il Hanijja, palestyński polityk, premier Palestyny, lider Hamasu (zm. 2024)
  - Izabela Kloc, polska polityk, poseł na Sejm, senator RP i eurodeputowana
  - Aleksandr Kowalenko, białoruski lekkoatleta, trójskoczek
- 1964:
  - Päivi Alafrantti, fińska lekkoatletka, oszczepniczka
  - Melissa Gilbert, amerykańska aktorka
  - Walerij Gopin, rosyjski piłkarz ręczny
  - Marek Ługowski, polski piłkarz
  - Talal Mansur, katarski lekkoatleta, sprinter
  - Dave Rowntree, brytyjski perkusista, kompozytor, członek zespołu Blur, prawnik, polityk, animator
  - Metin Tekin, turecki piłkarz, trener
- 1965:
  - Antonio Ananiew, bułgarski piłkarz, bramkarz, trener
  - Mario Frick, liechtensteinski polityk, premier Liechtensteinu
- 1966:
  - Bruno Gudelj, chorwacki piłkarz ręczny
  - Dorota Idzi, polska pięcioboistka nowoczesna
  - Krzysztof Izdebski-Cruz, polski malarz
  - Rocko Schamoni, niemiecki aktor, komik, muzyk, pisarz
  - Petar Segrt, niemiecki piłkarz, trener pochodzenia chorwackiego
  - Massimiliano Smeriglio, włoski samorządowiec, polityk, eurodeputowany
  - Cláudio Taffarel, brazylijski piłkarz, bramkarz
- 1967:
  - Vladimír Balla, słowacki pisarz
  - Mariusz Karol, polski trener koszykówki
  - Dave Randall, amerykański tenisista
- 1968:
  - Omar Camporese, włoski tenisista
  - Alexander Fishbein, amerykański szachista pochodzenia żydowskiego
  - Ante Kotromanović, chorwacki wojskowy, dziennikarz, polityk
  - Hisashi Kurosaki, japoński piłkarz
  - Ivan Mikulić, bośniacki piosenkarz
  - Julianne Morris, amerykańska aktorka
  - Peng Zhaoqin, chińska szachistka, trenerka
- 1969:
  - Monika Bednarczyk, polska siatkarka
  - Mauro Berruto, włoski trener siatkarski
  - Dorota Dziadkowiec-Michoń, polska biegaczka narciarska
  - Shunji Karube, japoński lekkoatleta, płotkarz
  - Jonny Searle, brytyjski wioślarz
  - Fabrice Tiozzo, francuski bokser
- 1970:
  - Marko Asell, fiński zapaśnik, polityk
  - Vydas Dolinskas, litewski historyk, muzeolog
  - Luis Enrique, hiszpański piłkarz, trener
  - Damjan Gajser, słoweński piłkarz
  - Mustafa Karadajy, bułgarski polityk pochodzenia tureckiego
  - Naomi Klein, kanadyjska dziennikarka, pisarka, działaczka społeczna
  - Aleksandr Markowniczenko, ukraiński kolarz szosowy
- 1971:
  - Kristján Finnbogason, islandzki piłkarz, bramkarz
  - Radosław Gilewicz, polski piłkarz
  - Barbara Hannigan, kanadyjska śpiewaczka, dyrygentka
  - Candice Night, amerykańska wokalistka, członkini zespołu Blackmore’s Night
- 1972:
  - Dino Bardot, szkocki muzyk[6]
  - Wojciech Błoński, polski koszykarz
  - Sean Douglas, nowozelandzki piłkarz
  - Darren Hayes, australijski piosenkarz, autor tekstów
  - Mike Kohn, amerykański bobsleista
  - Yoshikazu Nonomura, japoński piłkarz
  - Guillaume Soro, iworyjski polityk, premier Wybrzeża Kości Słoniowej
- 1973:
  - Jesús Arellano, meksykański piłkarz
  - Kam Heskin, amerykańska aktorka
  - Kheireddine Kherris, algierski piłkarz
  - Maciej Stęczniewski, polski piłkarz ręczny, bramkarz
  - Alena Szamal, białoruska lekarka, polityk
- 1974:
  - Hurnet Dekkers, holenderska wioślarka
  - Əli İsmayılov, azerski bokser
  - Aleksander Musiałowski, polski reżyser dźwięku, muzyk, kompozytor
  - Jacek Pilch, polski polityk, poseł na Sejm RP
  - Paweł Steczkowski, polski kontrabasista, kompozytor
- 1975:
  - Mehmet Günsür, turecki aktor, model
  - Enrique Iglesias, hiszpański piosenkarz, kompozytor, aktor
  - Barbara Karaśkiewicz, polska pianistka
  - Jussi Markkanen, fiński hokeista, bramkarz
  - Krzysztof Sidor, polski koszykarz
- 1976:
  - Kim Christiansen, norweski snowboardzista
  - Edward Dixon, liberyjski piłkarz
  - Brandun Hughes, amerykański koszykarz
  - Robert Jarociński, polski aktor
  - Paweł Makuch, polski prawnik, samorządowiec, prezydent Pruszkowa
  - Zygmunt Miłoszewski, polski pisarz, scenarzysta filmowy i telewizyjny, dziennikarz
  - Witalij Proszkin, rosyjski hokeista
  - Wladimer Stepania, gruziński koszykarz
  - Ian Watkins, brytyjski wokalista, członek zespołu Steps
- 1977:
  - Joe Bonamassa, amerykański gitarzysta i wokalista bluesrockowy
  - Jim Brennan, kanadyjski piłkarz
  - Max Hengel, luksemburski samorządowiec, polityk, burmistrz Wormeldange (zm. 2024)
  - Barbara Jelić-Ružić, chorwacka siatkarka
  - Krzysztof Mróz, polski samorządowiec, polityk, senator RP
  - Andżelika Nowak, polska scenarzystka, autorka tekstów
  - Teodoros Papalukas, grecki koszykarz
  - Juan Ignacio Sánchez, argentyński koszykarz
- 1978:
  - Michał Arabski, polski biolog, wykładowca akademicki
  - Speedy Claxton, amerykański koszykarz
  - Sandra Kleinová, czeska tenisistka
  - Lúcio, brazylijski piłkarz
  - Josie Maran, amerykańska modelka, aktorka
  - Weronika Pawłowicz, białoruska tenisistka stołowa
  - Yumilka Ruíz, kubańska siatkarka
  - Danilo Turcios, honduraski piłkarz
- 1979:
  - Allison Beckford, jamajska lekkoatletka, sprinterka i płotkarka
  - Stipe Modrić, słoweński koszykarz
  - Yuri Rose, holenderski piłkarz
  - Gennaro Sardo, włoski piłkarz
- 1980:
  - Keyon Dooling, amerykański koszykarz
  - Lucio Filomeno, argentyński piłkarz
  - David Grondin, francuski piłkarz
  - Gabriella Sznopek, węgierska szablistka
- 1981:
  - Andrea Barzagli, włoski piłkarz
  - Songül Dikmen, turecka siatkarka
  - Tomasz Motyka, polski szpadzista
  - Mary-Ann Ochota, brytyjska antropolog, prezenterka telewizyjna pochodzenia polsko-indyjskiego
  - Marek Rutkiewicz, polski kolarz szosowy
  - Micah Sloat, amerykański aktor, muzyk
  - Blaž Vrhovnik, słoweński skoczek narciarski
- 1982:
  - Habib Bamogo, burkiński piłkarz
  - Buakaw Banchamek, tajski bokser
  - Aarón Galindo, meksykański piłkarz
  - Adrian Gonzalez, amerykański baseballista pochodzenia meksykańskiego
- 1983:
  - Jakub Biskup, polski piłkarz
  - Kamila Gasiuk-Pihowicz, polska ekonomistka, prawnik, polityk, poseł na Sejm RP
  - Bershawn Jackson, amerykański lekkoatleta, płotkarz
  - Matt Willis, brytyjski muzyk piosenkarz, autor tekstów
- 1984:
  - Martin Compston, szkocki aktor
  - Kamal Ait El Haj, marokański piłkarz
  - David King, brytyjski łyżwiarz figurowy
  - Ariane Labed, grecka aktorka
  - Mohammad Naderi, irański zapaśnik
  - Maxi Pereira, urugwajski piłkarz
  - Václav Procházka, czeski piłkarz
  - Wiktor Raskow, ukraiński piłkarz
  - Sandra Šarić, serbska taekwondzistka
- 1985:
  - Aleksandr Kaun, rosyjski koszykarz
  - Mārtiņš Pļaviņš, łotewski siatkarz plażowy
  - Michał Skalski, polski szachista
  - Denis Zmeu, mołdawski piłkarz
- 1986:
  - Pemra Özgen, turecka tenisistka
  - Galen Rupp, amerykański lekkoatleta, długodystansowiec
  - Katarzyna Szlendak, polska judoczka
  - Tobias Viklund, szwedzki hokeista
- 1987:
  - Arsen Dżulfalakian, ormiański zapaśnik
  - Mark Noble, angielski piłkarz
  - Jovana Rad, serbska koszykarka
  - Denys Wasiljew, ukraiński piłkarz
- 1988:
  - Nemanja Bjelica, serbski koszykarz
  - Tanel Kurbas, estoński koszykarz
  - Gottlieb Nakuta, namibijski piłkarz
  - Maicon Pereira de Oliveira, brazylijski piłkarz (zm. 2014)
- 1989:
  - Giorgio Avola, włoski florecista
  - Katy B, brytyjska piosenkarka, autorka tekstów
  - Liam Bridcutt, szkocki piłkarz
  - Nyle DiMarco, amerykański aktor, model, aktywista społeczny
  - Marco Kofler, austriacki piłkarz
  - Matt Martin, kanadyjski hokeista
  - Benoît Paire, francuski tenisista
  - Wily Peralta, dominikański baseballista
- 1990:
  - Dimitry Caloin, madagaskarski piłkarz pochodzenia francuskiego
  - Luke Davison, australijski kolarz torowy i szosowy
  - Anastasija Fiesikowa, rosyjska pływaczka
  - Sean Gilmartin, amerykański baseballista
  - Lane Johnson, amerykański futbolista
  - Dirk Uittenbogaard, holenderski wioślarz
  - Kemba Walker, amerykański koszykarz
  - Bauyrżan Żołszijew, kazachski piłkarz
- 1991:
  - Alena Furman, białoruska wioślarka
  - Kalkidan Gezahegne, etiopsko-bahrajńska lekkoatletka, biegaczka średniodystansowa
  - Yuki Ishii, japońska siatkarka
  - Janeesa Jeffery, amerykańska koszykarka
  - Aneta Michałek, polska łyżwiarka figurowa
  - Maëva Orlé, francuska siatkarka
  - Anamaria Tămârjan, rumuńska gimnastyczka
- 1992:
  - Noah Bowman, kanadyjski narciarz dowolny
  - Olivia Culpo, amerykańska aktorka, celebrytka, zwyciężczyni konkursów piękności
  - Ana Mulvoy Ten, hiszpańsko-brytyjska aktorka
- 1993:
  - Micah Christenson, amerykański siatkarz
  - Nia Grant, amerykańska siatkarka
  - Nicolaj Thomsen, duński piłkarz
  - Kayla Williams, amerykańska gimnastyczka
- 1994:
  - Okan Aydın, turecki piłkarz
  - Alexis Jones, amerykańska koszykarka
  - Ajeé Wilson, amerykańska lekkoatletka, biegaczka średniodystansowa
- 1995:
  - Ali Arsalan, irański zapaśnik
  - Adam Brenk, polski koszykarz
  - Dominik Nagy, węgierski piłkarz
- 1996:
  - 6ix9ine, amerykańsko-meksykański raper
  - Kathrin Berginz, liechtensteinska lekkoatletka, tyczkarka
  - Sebastian Bradatsch, niemiecki skoczek narciarski
  - Cierra Dillard, amerykańsko-senegalska koszykarka
  - Jakub Nizioł, polski koszykarz
  - Marcin Teterycz, polski piłkarz ręczny, bramkarz
  - Khyri Thomas, amerykański koszykarz
- 1997:
  - Alex Gersbach, australijski piłkarz
  - Rami Kaib, tunezyjski piłkarz
  - Renan de Oliveira, brazylijski piłkarz
  - T-Fest, ukraiński raper, piosenkarz
  - Matías Vargas, argentyński piłkarz
- 1998:
  - Johannes Eggestein, niemiecki piłkarz
  - Sam Field, angielski piłkarz
  - Mateusz Szczypiński, polski koszykarz
- 1999:
  - Rebeca Andrade, brazylijska gimnastyczka
  - Maykel Massó, kubański lekkoatleta, skoczek w dal
  - Džanan Musa, bośniacki koszykarz
  - Cole Swider, amerykański koszykarz
- 2000:
  - Quentin Grimes, amerykański koszykarz
  - Ben Lederman, amerykańsko-polski piłkarz pochodzenia żydowskiego
  - Nuray Levent, turecka sztangistka
  - Erik Lira, meksykański piłkarz
  - Sandro Tonali, włoski piłkarz
  - Jacob Toppin, amerykański koszykarz
- 2001 – Quinn Simmons, amerykański kolarz szosowy
- 2002 – Marco Angulo, ekwadorski piłkarz (zm. 2024)
- 2003:
  - Jean Claude Atongui, kongijski zapaśnik
  - Maulaj Hasan, marokański książę, następca tronu
  - Víctor López, meksykański piłkarz
  - Tomasz Neugebauer, polski piłkarz
  - Wiktorija Safonowa, białoruska łyżwiarka figurowa pochodzenia rosyjskiego
- 2005 – Oliver Bearman, brytyjski kierowca wyścigowy

## Zmarli
- 550 – Dezydery z Bourges, arcybiskup, święty (ur. ?)
- 535 – Jan II, papież (ur. ?)
- 615 – Bonifacy IV, papież, święty (ur. ?)
- 685 – Benedykt II, papież, święty (ur. 635)
- 997 – Song Taizong, cesarz Chin (ur. 939)
- 1063 – Ramiro I, pierwszy tytularny król Aragonii (ur. przed 1007)
- 1157 – Ahmad Sandżar, sułtan z dynastii Wielkich Seldżuków (ur. 1084 lub 1086)
- 1186 – Arnold I, polski duchowny katolicki, biskup poznański (ur. ?)
- 1192 – Ottokar IV, książę Styrii (ur. 1163)
- 1268 – Tomasz Archidiakon, chorwacki historyk (ur. 1200)
- 1292 – Amato Ronconi, włoski tercjarz franciszkański (ur. ok. 1225)
- 1319 – Haakon V Długonogi, król Norwegii (ur. 1270)
- 1397 – Mikołaj, hrabia Holsztynu-Rendsburg (ur. po 1320)
- 1418 – Carlo Zeno, wenecki admirał (ur. 1333)
- 1454 – Jan I Grimaldi, senior Monako (ur. 1382)
- 1501 – Giovanni Battista Zeno, włoski duchowny katolicki, biskup Vicenzy, kardynał (ur. 1439)
- 1520 – Anna Jagiellonka, królewna polska (ur. 1515)
- 1551 – Barbara Radziwiłłówna, królowa Polski, wielka księżna litewska (ur. 1520)
- 1668 – Maria Katarzyna od św. Augustyna, francuska zakonnica, mistyczka, błogosławiona (ur. 1632)
- 1671 – Sébastien Bourdon, francuski malarz (ur. 1616)
- 1684 – Mikołaj Stefan Pac, wojewoda trocki, kasztelan wileński, marszałek Trybunału Głównego Wielkiego Księstwa Litewskiego, biskup wileński (ur. ok. 1623)
- 1688 – Alessandro Crescenzi, włoski kardynał (ur. 1607)
- 1712 – Gatien de Courtilz de Sandras, francuski pisarz (ur. 1644)
- 1715 – Maria Mancini, francuska arystokratka (ur. 1639)
- 1721 – Marc-René de Voyer de Paulmy d’Argenson, francuski polityk (ur. 1652)
- 1740 – Maria Karolina Sobieska, polska szlachcianka (ur. 1697)
- 1748 – Jan Michał Sołłohub, podskarbi wielki litewski, wojewoda brzeskolitewski, łowczy wielki litewski, marszałek Trybunału Głównego Wielkiego Księstwa Litewskiego, brygadier wojsk litewskich (ur. ?)
- 1770 – Johann Heinrich Meissner, niemiecki rzeźbiarz (ur. 1701)
- 1771 – (lub 7 maja) Józef Sawa Caliński, polski szlachcic, polityk, marszałek wyszogrodzki konfederacji barskiej (ur. ok. 1736)
- 1778 – Wawrzyniec Krzysztof Mitzler de Kolof, niemiecki teoretyk muzyki, lekarz, matematyk, nauczyciel, drukarz, wydawca, księgarz (ur. 1711)
- 1782 – Sebastião José de Carvalho e Melo, portugalski polityk (ur. 1699)
- 1785:
  - Étienne-François de Choiseul, francuski arystokrata, wojskowy, polityk, dyplomata (ur. 1719)
  - Pietro Longhi, wenecki malarz, rysownik (ur. 1702)
- 1788 – Giovanni Antonio Scopoli, włoski lekarz, naturalista (ur. 1723)
- 1793 – Tadeusz Kuntze, polski malarz (ur. 1727)
- 1794 – Antoine Lavoisier, francuski chemik, fizyk (ur. 1743)
- 1806 – Robert Morris, amerykański kupiec, finansista, polityk (ur. 1734)
- 1809 – (lub 5 maja) Berek Joselewicz, polski kupiec, pułkownik pochodzenia żydowskiego (ur. 1764)
- 1813 – Johann Prokop von Schaffgotsche, czeski duchowny katolicki, biskup czeskobudziejowicki (ur. 1748)
- 1819 – Kamehameha I, pierwszy król Hawajów (ur. 1758)
- 1823 – Viviano Orfini, włoski kardynał (ur. 1751)
- 1828 – Dixon Denham, brytyjski oficer, podróżnik, badacz Afryki (ur. 1786)
- 1829 – Mauro Giuliani, włoski kompozytor, gitarzysta (ur. 1781)
- 1839 – Jan Prosper Witkiewicz, polski działacz niepodległościowy, zesłaniec, wojskowy i dyplomata w służbie rosyjskiej (ur. 1808)
- 1846 – Matylda Merkert, niemiecka zakonnica, współinicjatorka założenia zgromadzenia zakonnego elżbietanek (ur. 1813)
- 1851 – Stanisław Plater, polski hrabia, kapitan, historyk, geograf, kartograf, encyklopedysta, pionier statystyki, tłumacz (ur. 1784)
- 1853:
  - Jan Roothaan, holenderski jezuita, generał zakonu (ur. 1785)
  - Karl Schulmeister, austriacki podwójny agent (ur. 1770)
- 1855 – Stanisław Janicki, polski matematyk, pedagog, pisarz (ur. 1798)
- 1859 – José Madrazo, hiszpański malarz (ur. 1781)
- 1863 – Ludwik Styczyński, polski nauczyciel, kupiec, uczestnik Wiosny Ludów i powstania styczniowego (ur. 1814)
- 1864:
  - Ludwik Tripplin, polski dziennikarz, pisarz pochodzenia niemieckiego (ur. 1814)
  - James S. Wadsworth, amerykański generał, polityk, filantrop (ur. 1807)
- 1866 – Ferdinand Cohen-Blind, niemiecki zamachowiec pochodzenia żydowskiego (ur. 1844)
- 1873 – John Stuart Mill, brytyjski filozof, politolog, ekonomista (ur. 1806)
- 1876:
  - Ludwig Ferdinand Hesse, niemiecki malarz, architekt (ur. 1795)
  - Leopold Fuckel, niemiecki botanik, mykolog (ur. 1821)
  - Truganini, Aborygenka z Tasmanii (ur. 1812)
- 1879 – Honoryna de la Tour du Pin, członkini monakijskiej rodziny książęcej (ur. 1784)
- 1880 – Gustave Flaubert, francuski pisarz (ur. 1821)
- 1883 – Midhat Pasza, turecki polityk (ur. 1822)
- 1887 – William Young, kanadyjski polityk, prawnik, premier Nowej Szkocji (ur. 1799)
- 1890 – Herman Schultz, szwedzki astronom (ur. 1823)
- 1891:
  - Helena Bławatska, rosyjska pisarka, okultystka (ur. 1831)
  - John Robertson, australijski agronom, socjolog, publicysta, polityk (ur. 1816)
  - Augustyn Szamarzewski, polski duchowny katolicki, wielkopolski działacz społeczny (ur. 1832)
- 1893 – Adolf I, książę Schaumburg-Lippe (ur. 1817)
- 1894 – Klara Fey, niemiecka zakonnica, założycielka Sióstr Ubogich Dzieciątka Jezus, błogosławiona (ur. 1815)
- 1895 – Antoni Tyszkowski, polski ziemianin, polityk (ur. ?)
- 1896 – Wiera Popowa, rosyjska chemik, wykładowczyni akademicka (ur. 1867)
- 1897 – Walenty Lipiński, polski przedsiębiorca, uczestnik powstania listopadowego (ur. 1813)
- 1901 – Jonas Smalakys, litewski polityk, działacz społeczno-kulturalny w Prusach Wschodnich (ur. 1835)
- 1902 – Paul Merwart, francuski malarz, ilustrator pochodzenia polskiego (ur. 1855)
- 1903:
  - Paul Gauguin, francuski malarz (ur. 1848)
  - Mwanga II, władca Bugandy (ur. 1866)
- 1904 – Eadweard Muybridge, brytyjski fotograf (ur. 1830)
- 1905 – Josip Juraj Strossmayer, chorwacki duchowny katolicki, biskup Đakova, polityk (ur. 1815)
- 1907 – Edmund G. Ross, amerykański polityk (ur. 1826)
- 1908 – Władysław Ochenkowski, polski ekonomista, wykładowca akademicki (ur. 1840)
- 1909 – Alfred Szczepański, polski pisarz, dziennikarz, publicysta, tłumacz (ur. 1840)
- 1910:
  - Gaudencja Glaw, niemiecka zakonnica, misjonarka (ur. 1844)
  - Gerolamo Rovetta, włoski prozaik, dramaturg (ur. 1851)
- 1911 – Wolf Bardach, austro-węgierski major pochodzenia żydowskiego (ur. 1838)
- 1913 – Ulryka Franciszka Nisch, niemiecka zakonnica, błogosławiona (ur. 1882)
- 1916 – Teofil Ciesielski, polski botanik, pszczelarz, redaktor, wydawca (ur. 1846)
- 1918 – Simon Hollósy, węgierski malarz (ur. 1857)
- 1919 – Wiera Zasulicz, rosyjska pisarka, rewolucjonistka (ur. 1849)
- 1921 – Brunon Bochynek, polski działacz komunistyczny (ur. 1892)
- 1922:
  - Otto Hieronimus, niemiecki inżynier samochodowy, kierowca wyścigowy, pionier lotnictwa (ur. 1879)
  - Otto Ubbelohde, niemiecki malarz, grafik, ilustrator (ur. 1867)
- 1924:
  - Alfred Altenberg, polski księgarz, wydawca (ur. 1877)
  - Hugo Borchardt, niemiecki inżynier, konstruktor broni strzeleckiej (ur. 1844)
  - (lub 10 maja) Lew Łunc, rosyjski dramaturg, prozaik pochodzenia żydowskiego (ur. 1901)
- 1926:
  - William Coolidge, brytyjski historyk, prawnik, alpinista pochodzenia amerykańskiego (ur. 1850)
  - Konstanty Obidziński, polski podpułkownik kawalerii (ur. 1885)
  - Tichon (Oboleński), rosyjski biskup prawosławny (ur. 1856)
- 1927 – Teresa Demjanovich, amerykańska elżbietanka, błogosławiona pochodzenia słowackiego (ur. 1901)
- 1928 – Aleksandr Ciurupa, radziecki polityk (ur. 1870)
- 1929 – Josef Zukal, czeski pedagog, historyk, archiwista (ur. 1841)
- 1930:
  - Hermann Gruber, niemiecki jezuita, badacz wolnomularstwa (ur. 1851)
  - Jerzy V, biskup Apostolskiego Kościoła Ormiańskiego, katolikos Wszystkich Ormian (ur. 1847)
  - Stanisław Posner, polski prawnik-cywilista, socjolog, działacz socjalistyczny, polityk, senator RP pochodzenia żydowskiego (ur. 1868)
  - Johannes Volkelt, niemiecki filozof, wykładowca akademicki (ur. 1848)
- 1932:
  - Louis Archinard, francuski generał dywizji (ur. 1850)
  - Petyr Gudew, bułgarski prawnik, polityk, premier Bułgarii (ur. 1862)
- 1933:
  - Bonaventura Cerretti, włoski kardynał, nuncjusz apostolski (ur. 1872)
  - Henry Andrews Cotton, amerykański psychiatra (ur. 1876)
  - Ernst Eckstein, niemiecki adwokat, polityk (ur. 1897)
  - Michaił Olminski, radziecki dziennikarz, polityk (ur. 1863)
- 1934 – Miloslav Schmidt, słowacki działacz społeczny i narodowy (ur. 1881)
- 1935 – Kazimierz Worch, polski śpiewak operowy (baryton) (ur. 1892)
- 1938:
  - Aleksander Ringman, działacz niepodległościowy, inżynier, radca ministerialny, ekonomista (ur. 1883)
  - Alexander Zahlbruckner, austriacki lichenolog, muzealnik (ur. 1860)
- 1939 – Robert Lachmann, niemiecki etnomuzykolog pochodzenia żydowskiego (ur. 1892)
- 1940 – Karol Kulisz, polski duchowny luterański, senior Kościoła Ewangelicko-Augsburskiego w RP (ur. 1873)
- 1941:
  - Antonin Bajewski, polski franciszkanin, męczennik, błogosławiony (ur. 1915)
  - Natalia Obrenović, rosyjska arystokratka pochodzenia mołdawskiego, królowa Serbii (ur. 1859)
  - Marija Rudzinskaitė-Arcimavičienė, litewska egiptolog, wykładowczyni akademicka (ur. 1885)
  - Bohumir Šmeral, czeski działacz komunistyczny (ur. 1880)
- 1942:
  - Stanisław Rochowiak, polski urzędnik, działacz robotniczy i sportowy (ur. 1899)[7]
  - Jan Tur, polski teratolog, embriolog, wykładowca akademicki (ur. 1875)
- 1943:
  - Mordechaj Anielewicz, żydowski działacz konspiracyjny, dowódca Żydowskiej Organizacji Bojowej, przywódca powstania w getcie warszawskim (ur. 1919)
  - Chaim Ankierman, żydowski działacz komunistyczny, uczestnik powstania w getcie warszawskim (ur. 1892)
  - Berl Brojde, żydowski uczestnik powstania w getcie warszawskim (ur. 1918)
  - Edward Fondamiński, polski inżynier, polityk pochodzenia żydowskiego (ur. 1910)
  - Mira Fuchrer, żydowska uczestniczka powstania w getcie warszawskim (ur. 1920)
  - Aleksy (Gromadzki), ukraiński biskup prawosławny (ur. 1882)
  - Rywke Pasamonik, żydowska uczestniczka powstania w getcie warszawskim (ur. 1921)
  - Lejb Rotblat, żydowski uczestnik powstania w getcie warszawskim (ur. 1918)
  - Władysław Szlengel, polski poeta, autor tekstów kabaretowych i piosenek, dziennikarz, aktor estradowy pochodzenia żydowskiego (ur. 1914)
  - Izrael Chaim Wilner, żydowski poeta, uczestnik powstania w getcie warszawskim (ur. 1917)
  - Rachel Zylberberg, żydowska uczestniczka powstania w getcie warszawskim (ur. 1920)
- 1944:
  - Georg Groscurth, niemiecki lekarz, działacz antynazistowski (ur. 1904)
  - Bronisław Kamiński, polski podporucznik piechoty cichociemny (ur. 1918)
  - Włodzimierz Lech, polski podporucznik piechoty, cichociemny (ur. 1920)
  - Friedrich Wilhelm Otte, niemiecki generał-major (ur. 1898)
  - Józef Wątróbski, polski podporucznik piechoty, cichociemny (ur. 1914)
  - Tadeusz Zieliński, polski filolog klasyczny, badacz świata antycznego, tłumacz (ur. 1859)
- 1945:
  - Georg Bachmayer, niemiecki funkcjonariusz i zbrodniarz nazistowski (ur. 1913)
  - Grigorij Dawidienko, radziecki porucznik lotnictwa (ur. 1921)
  - Hugo Jury, austriacki lekarz, działacz nazistowski (ur. 1887)
  - Emil Perška, jugosłowiański piłkarz, dziennikarz, historyk sportu pochodzenia słowackiego (ur. 1896)
  - Wilhelm Redieß, niemiecki funkcjonariusz i polityk nazistowski (ur. 1900)
  - Bernhard Rust, niemiecki polityk i działacz nazistowski (ur. 1883)
  - Karl-Heinz Rux, niemiecki prawnik, funkcjonariusz i zbrodniarz nazistowski (ur. 1907)
  - Michaił Szapowałow, radziecki generał major, kolaborant (ur. 1898)
  - Josef Terboven, niemiecki funkcjonariusz, polityk i zbrodniarz nazistowski (ur. 1898)
- 1946:
  - Leopold Cehak, polski generał brygady (ur. 1889)
  - Gyula Zombori, węgierski zapaśnik (ur. 1903)
- 1947:
  - Attilio Ferraris, włoski piłkarz (ur. 1904)
  - Harry Gordon Selfridge, amerykańsko-brytyjski przedsiębiorca (ur. 1858)
- 1948 – Mieczysław Niedziński, polski podporucznik AK (ur. 1917)
- 1950 – Torsten Sandelin, fiński gimnastyk, żeglarz sportowy (ur. 1887)
- 1951:
  - Maurycy Mędrzycki, polski malarz pochodzenia żydowskiego (ur. 1890)
  - Piero Puricelli, włoski inżynier, budowniczy autostrad (ur. 1883)
- 1952 – William Fox, amerykański producent filmowy pochodzenia węgiersko-żydowskiego (ur. 1879)
- 1953:
  - Georges Athénas, francuski pisarz, krytyk literacki, dziennikarz (ur. 1877)
  - Gabriel Millet, francuski historyk, bizantynolog, archeolog, historyk sztuki, wykładowca akademicki (ur. 1867)
  - Józef Rybak, polski generał dywizji (ur. 1882)
- 1954 – Eliezer Hirszauge, polsko-izraelski działacz anarchistyczny, wydawca, publicysta (ur. 1911)
- 1955 – Kazimierz Wajda, polski aktor, dziennikarz (ur. 1905)
- 1956:
  - Tadeusz Dworakowski, polski ziemianin, polityk, senator RP (ur. 1881)
  - Stanisław Dybowski, polski malarz (ur. 1895)
  - Zygmunt Szymanowski, polski podpułkownik lekarz, mikrobiolog, legionista, polityk, poseł do KRN i na Sejm Ustawodawczy, członek KC PZPR (ur. 1873)
- 1958 – Norman Bel Geddes, amerykański projektant teatralny i przemysłowy (ur. 1893)
- 1960 – Hugo Alfvén, szwedzki kompozytor, dyrygent, skrzypek, malarz (ur. 1872)
- 1961 – Michał (Czawdarow), bułgarski duchowny prawosławny, metropolita dorostolsko-czerweński, egzarcha Bułgarii (ur. 1884)
- 1963 – Ambrogio Levati, włoski gimnastyk (ur. 1894)
- 1967 – Maria Trąmpczyńska, polska śpiewaczka, pedagog (ur. 1875)
- 1969:
  - Armand Carlsen, norweski łyżwiarz szybki, kolarz torowy (ur. 1905)
  - Iwan Woronow, radziecki polityk (ur. 1911)
- 1970 – Stepan Żydek, radziecki podpułkownik, polski generał brygady (ur. 1900)
- 1971:
  - Mitchell Kowal, amerykański aktor pochodzenia polskiego (ur. 1915)
  - Józef Taniewski, polski otolaryngolog (ur. 1899)
- 1972:
  - Stefan Flukowski, polski prozaik, poeta, tłumacz (ur. 1902)
  - Bogusław Miedziński, polski podpułkownik piechoty, agent wywiadu, dziennikarz, polityk, minister poczt i telegrafów, wicemarszałek Sejmu i marszałek Senatu RP (ur. 1891)
- 1973 – Alexander Vandegrift, amerykański generał (ur. 1887)
- 1974 – Graham Bond, brytyjski muzyk, wokalista (ur. 1937)
- 1975:
  - Avery Brundage, amerykański lekkoatleta, działacz sportowy (ur. 1887)
  - Carlos Izaguirre, argentyński piłkarz (ur. 1895)
  - Pitigrilli, włoski pisarz (ur. 1893)
- 1976 – Marian Schaller, polski piłkarz, trener (ur. 1904)
- 1977 – Camille Bryen, francuski malarz, poeta (ur. 1907)
- 1978:
  - Duncan Grant, brytyjski malarz (ur. 1885)
  - Chuck Hyatt, amerykański koszykarz, trener (ur. 1908)
- 1979:
  - Juan Evaristo, argentyński piłkarz (ur. 1902)
  - Michaił Panow, radziecki generał porucznik (ur. 1901)
  - Talcott Parsons, amerykański socjolog (ur. 1902)
- 1980 – Farrokhroo Parsa, irańska polityk (ur. 1922)
- 1981 – Uri-Cewi Grinberg, izraelski poeta, polityk (ur. 1895)
- 1982 – Gilles Villeneuve, kanadyjski kierowca wyścigowy (ur. 1950)
- 1983 – John Fante, amerykański pisarz, scenarzysta filmowy (ur. 1909)
- 1984:
  - Gino Bianco, brazylijski kierowca wyścigowy (ur. 1916)
  - Armando Del Debbio, brazylijski piłkarz (ur. 1904)
  - Lech Grzmociński, polski aktor (ur. 1927)
- 1985:
  - Harry Snell, szwedzki kolarz szosowy (ur. 1916)
  - Theodore Sturgeon, amerykański pisarz science fiction (ur. 1918)
- 1987 – Hugh Saunders, południowoafrykański pilot wojskowy, as myśliwski (ur. 1894)
- 1988 – Robert A. Heinlein, amerykański pisarz science fiction (ur. 1907)
- 1989 – Tadeusz Włudarski, polski aktor (ur. 1936)
- 1990:
  - Luigi Nono, włoski kompozytor (ur. 1924)
  - Tomás Ó Fiaich, irlandzki duchowny katolicki, arcybiskup Armagh, prymas całej Irlandii, kardynał (ur. 1923)
- 1991:
  - Henryk Rapacewicz, polski generał brygady (ur. 1926)
  - Rudolf Serkin, amerykański pianista pochodzenia żydowskiego (ur. 1903)
- 1992:
  - Siergiej Obrazcow, rosyjski aktor, reżyser teatru lalek (ur. 1901)
  - Otto Šimánek, czeski aktor (ur. 1925)
- 1993:
  - Debiprasad Chattopadhyaya, indyjski filozof, marksista, materialista (ur. 1918)
  - Avram Davidson, amerykański pisarz pochodzenia żydowskiego (ur. 1923)
- 1994 – George Peppard, amerykański aktor (ur. 1928)
- 1995:
  - Fuad Əmircan, turecki dziennikarz, publicysta, dyplomata pochodzenia azerskiego (ur. 1911)
  - Dariusz Hajn, polski wokalista, członek zespołu Dezerter (ur. 1964)
  - Teresa Teng, tajwańska aktorka (ur. 1953)
- 1996 – Luis Miguel Dominguín, hiszpański matador (ur. 1926)
- 1997 – Kai-Uwe von Hassel, niemiecki polityk (ur. 1913)
- 1998:
  - Johannes Kotkas, estoński zapaśnik (ur. 1915)
  - Zygmunt Zahorski, polski matematyk, wykładowca akademicki (ur. 1914)
- 1999:
  - Dirk Bogarde, brytyjski aktor (ur. 1921)
  - Soeman Hasibuan, indonezyjski poeta, prozaik (ur. 1904)
  - Alan Paterson, brytyjski lekkoatleta, skoczek wzwyż (ur. 1928)
  - Irena Szymańska-Matuszewska, polska pisarka, tłumaczka (ur. 1921)
- 2000 – Hubert Maga, beniński polityk, prezydent Beninu (ur. 1916)
- 2001:
  - Eiichi Kazama, japoński zapaśnik, trener i działacz zapaśniczy (ur. 1916)
  - Luis Rijo, urugwajski piłkarz (ur. 1927)
- 2002 – Sylvester Barrett, irlandzki polityk (ur. 1926)
- 2003:
  - Quentin Dean, amerykańska aktorka (ur. 1944)
  - Maciej Żurowski, polski romanista, tłumacz, wykładowca akademicki (ur. 1915)
- 2004:
  - Shelley Glover, amerykańska narciarka alpejska (ur. 1986)
  - Walentin Jeżow, rosyjski scenarzysta filmowy (ur. 1921)
  - Lidia Mularska-Andziak, polska historyk, wykładowczyni akademicka (ur. 1957)
  - John Peel, brytyjski polityk, dyplomata (ur. 1912)
  - Yngve Rosqvist, szwedzki kierowca wyścigowy, żużlowiec (ur. 1929)
- 2005:
  - Wolfgang Blochwitz, niemiecki piłkarz, bramkarz (ur. 1941)
  - Małgorzata Lorentowicz, polska aktorka (ur. 1927)
- 2006 – Iain MacMillan, brytyjski fotograf (ur. 1938)
- 2007:
  - Velma Dunn, amerykańska skoczkini do wody (ur. 1918)
  - John Henry, brytyjski toksykolog (ur. 1939)
  - Maciej Jasiński, polski zawodnik sportów samochodowych, działacz sportowy (ur. 1944)
- 2008:
  - Eddy Arnold, amerykański muzyk country (ur. 1918)
  - Mieczysław Albert Krąpiec, polski duchowny katolicki, dominikanin, filozof, tomista, teolog, humanista, wykładowca akademicki (ur. 1921)
  - François Sterchele, belgijski piłkarz (ur. 1982)
- 2010:
  - Joaquín Capilla, meksykański skoczek do wody (ur. 1928)
  - Andor Lilienthal, węgierski szachista (ur. 1911)
- 2011 – Lionel Rose, australijski bokser pochodzenia aborygeńskiego (ur. 1948)
- 2012:
  - William Carew, kanadyjski duchowny katolicki, arcybiskup, nuncjusz apostolski (ur. 1922)
  - Ludwik Kasprzyk, polski inżynier budownictwa, społecznik, działacz kulturalny (ur. 1930)
  - Maurice Sendak, amerykański pisarz (ur. 1928)
  - Roman Totenberg, polsko-amerykański skrzypek pochodzenia żydowskiego (ur. 1911)
- 2013:
  - Jeanne Cooper, amerykańska aktorka (ur. 1928)
  - Bryan Forbes, brytyjski aktor, reżyser filmowy (ur. 1926)
  - Geza Vermes, węgierski historyk pochodzenia żydowskiego (ur. 1924)
- 2014:
  - Maria Białobrzeska, polska aktorka (ur. 1922)
  - Yago Lamela, hiszpański lekkoatleta, skoczek w dal i trójskoczek (ur. 1977)
- 2015:
  - Rutger Gunnarsson, szwedzki basista, gitarzysta, producent muzyczny (ur. 1946)
  - Menashe Kadishman, izraelski rzeźbiarz, malarz (ur. 1932)
  - Ilunga Mwepu, zairski piłkarz (ur. 1949)
  - Klementyna Żurowska, polska historyk sztuki (ur. 1924)
- 2016:
  - Jerzy Janczak, polski działacz państwowy, samorządowiec, wicewojewoda łódzki (ur. 1939)
  - William Schallert, amerykański aktor (ur. 1922)
- 2017:
  - Stefania Jabłońska, polska lekarka, dermatolog (ur. 1920)
  - Mieczysław Klimaj, polski trener i sędzia koszykarski (ur. 1922)
  - Jakub Malik, polski literaturoznawca (ur. 1970)
  - Allan Meltzer, amerykański ekonomista, monetarysta (ur. 1928)
  - Jacek Polaczek, polski aktor (ur. 1943)
  - Mary Tsoni, grecka aktorka, piosenkarka (ur. 1987)
- 2018:
  - Anne V. Coates, brytyjska montażystka filmowa (ur. 1925)
  - George Deukmejian, amerykański polityk (ur. 1928)
  - Romuald Niparko, polski duchowny katolicki, protonotariusz apostolski, teolog, pedagog religii (ur. 1940)
  - Marek Nowakowski, polski aktor (ur. 1946)
  - Rajmund Świtała, polski żużlowiec (ur. 1932)
- 2019:
  - Sprent Dabwido, naurański sztangista, polityk, prezydent Nauru (ur. 1972)
  - Antoine Koné, iworyjski duchowny katolicki, biskup Odienné (ur. 1963)
  - Jewgienij Kryłatow, rosyjski kompozytor muzyki filmowej (ur. 1934)
  - Stanisław Moskal, polski socjolog, pisarz (ur. 1935)
  - Zofia Pociłowska-Kann, polska rzeźbiarka (ur. 1920)
- 2020:
  - Roy Horn, amerykański iluzjonista (ur. 1944)
  - Dimitris Kremastinos, grecki kardiolog, polityk, minister zdrowia (ur. 1942)
  - Włodzimierz Niderhaus, polski producent filmowy (ur. 1944)
  - Ritva Valkama, fińska aktorka (ur. 1932)
  - Maciej Zieliński, polski prawnik (ur. 1940)
- 2021:
  - Georgi Dimitrow, bułgarski piłkarz, trener (ur. 1959)
  - Pierre S. du Pont, amerykański polityk, gubernator stanu Delaware (ur. 1935)
  - Ronald Inglehart, amerykański politolog (ur. 1934)
  - Helmut Jahn, niemiecki architekt (ur. 1940)
  - Teodoros Katsanewas, grecki ekonomista, wykładowca akademicki, polityk (ur. 1947)
  - Tadeusz Petelenz, polski ekonomista (ur. 1925)
  - Jacek Starościak, polski dyplomata, samorządowiec, prezydent Gdańska (ur. 1947)
- 2022:
  - Marija Gusakowa, rosyjska biegaczka narciarska (ur. 1931)
  - Waldemar Paruch, polski politolog, nauczyciel akademicki, polityk (ur. 1964)
  - Fred Ward, amerykański aktor (ur. 1942)
- 2023:
  - Kemal Derviş, turecki ekonomista, polityk, minister spraw gospodarczych, administrator Programu Narodów Zjednoczonych ds. Rozwoju (UNDP) (ur. 1949)
  - Jerzy Szteliga, polski polityk, poseł na Sejm RP (ur. 1953)
  - Leonard Szymański, polski inżynier, konstruktor, polityk, poseł na Sejm PRL (ur. 1939)
- 2024:
  - Chris Cannon, amerykański polityk (ur. 1950)
  - Pete McCloskey, amerykański polityk (ur. 1927)
- 2025:
  - Jiří Bartoška, czeski aktor (ur. 1947)
  - Simon Mann, brytyjski wojskowy, najemnik (ur. 1952)
  - David Souter, amerykański prawnik, sędzia Sądu Najwyższego (ur. 1939)
  - Kikuo Wada, japoński zapaśnik (ur. 1951)